# 李珊 (成化進士)
李珊（1435年—？），字廷珎，廣東海南衛軍籍（在琼山县，今屬海南省）官隆人，廣東番禺縣人，明朝政治人物。

## 生平
五月二十七日生，廣東鄉試第九十六名，成化二年（1466年），登丙戌科進士，授行人，成化八年出使占城，十一年二月选南京福建道御史，二十一年四月升广西佥事，整饬柳庆兵备。弘治元年（1488年），給事中宋琮、御史俞俊等參劾諸官，李珊等以「素行不謹」致仕。

## 家族
曾祖父李銘遠。祖父李宗伯。父李立。母王氏。慈侍下。弟李玠（貢士）；李瑗；李瓛。娶馬氏。